# اللصف
اللصف منطقة عراقية في ناحية الشبكة في قضاء النجف بمحافظة النجف غرب العراق، فيها ثلاثة آبار في هضبة الوديان بالبادية العراقية، وكان فيها مخفر شرطة اللصف. ومطار اللصف.

## موقع اللصف
اللصف اسم لواحة في صحراء الكوفة، ورى الطبري عن أبي مخنف قال "ومضى شبيب حتى يأتي بني أبيه على اللَّصفِ، ماءٍ لرهطِهِ"، ، قال ابن الأثير في تاريخه "ومضى شبيب حتى أتى بني أمية على اللصف، وعلى ذلك الماءِ، الفرزُ بنُ الأسود"، وذُكرَ في كتاب دائرة المعارف الإسلامية أن "[شبيب] ابن يزيد بن نعيم الشيبانى، زعيم من زعماء الخوارج، أصله من إقليم الموصل الذى نزحت إليه أسرته من واحة اللصف في صحراء الكوفة".

### الطريق إلى اللصف
قال عبد الجبار الراوي في كتابه (البادية) "طريق النخيب - اللصف « المسافة ١٦٥ كيلو متراً » يبتدي هذا الطريق من النخيب، وأرضه بين السهولة والوعورة، وليس له علاقة بطريق ( الشبكة النخيب )" ومن اللصف طريق سهل إلى البريت وطريق وعر إلى الأخيضر.

## آبار اللصف
- بئر العود: ماؤها مالح غزير  عمقها بين 30 و35 متراً، كان عليها عشر مكامات (بكرات).
- بئر الجعيب: ماؤها مالح غزير عمقها بين 30 و40 متراً، كان يقام عليها عشرة مكامات (بكرات).
- بئر موذد: ماؤها غزير، عمقها بين 35 و40 متراً، مذاقها أحسن من ماء العود والجعيب.[8]

## وصلات خارجية
- موقع اللصف في الخارطة العراقية اللوجستية العامة (Al Lasaf) Iraq:General Logistics Planning Map 2015